# 1951 في إسبانيا
فيما يلي قوائم الأحداث التي وقعت خلال عام 1951 في إسبانيا.

## كتب
من الكتب التي صدرت هذه السنة في إسبانيا:
- 1 يناير – خلية النحل من تأليف كاميلو خوسيه ثيلا.

## مواليد

### يناير
- 3 يناير – روسا مونتيرو كاتبة إسبانية.[1]
- 12 يناير – آنا روزا كوينتانا
- 23 يناير – جيسوس كاسترو لاعب كرة قدم إسباني.

### مارس
- 1 مارس – أنطونيو مونيوز لاعب كرة مضرب إسباني.[2]

### مايو
- 26 مايو – رامون كالديرون محامي إسباني.

### يونيو
- 8 يونيو – ميغيل أنخيل موراتينوس سياسي إسباني.[3]
- 10 يونيو – أليثيا خيمينث بارتليت كاتبة إسبانية.[4]
- 28 يونيو – دانييل روز لاعب كرة قدم إسباني.[5]

### يوليو
- 16 يوليو – ألفونسو غونزاليس
- 27 يوليو – برناردو اتشاغا كاتب إسباني.[6]
- 28 يوليو – ألفريدو بيريث روبالكابا سياسي إسباني.[7]

### أغسطس
- 12 أغسطس – سيسيليو لاسترا ملاكم إسباني.

### سبتمبر
- 20 سبتمبر – خافيير مارياس كاتب إسباني.[8]

### نوفمبر
- 2 نوفمبر – خوسيه ماريا سيلس صحفي إسباني.

### ديسمبر
- 3 ديسمبر – مانويل إسبارسا درّاج طريق إسباني.
- 19 ديسمبر – ميغويلي لاعب كرة قدم إسباني.[9]

## وفيات

### ديسمبر
- 4 ديسمبر – بيدرو ساليناس (مواليد 1891) كاتب إسباني.[10]